# Dub v Porubě
Dub v Porubě také znám jako Dub u Durčáka je památný strom dub letní (Quercus robur L.) na okraji ovocného sadu v Porubě, části města Orlové v okrese Karviná v nížině Ostravská pánev v Moravskoslezském kraji.

## Další informace
Rozměry stromu k datu vyhlášení ochrany stromu 19. září 2007
| Obvod kmene ve výčetní výšce: | 3,33 m                           |
| Výška stromu:                 | 20 m                             |
| Ochranné pásmo                | vyhlášené - kruh o poloměru 12 m |